# Empoasca coccinea
Empoasca coccinea är en insektsart som först beskrevs av Fitch 1851.  Empoasca coccinea ingår i släktet Empoasca och familjen dvärgstritar. Inga underarter finns listade i Catalogue of Life.